# Клеменс Авґуст фон Ґален
Клеменс Авґуст фон Ґален (нім. Clemens August Graf von Galen; 16 березня 1878, замок Дінклаґе, Ольденбург — 22 березня 1946, Мюнстер) — німецький аристократ і кардинал, блаженний римо-католицької церкви. Єпископ Мюнстера з 28 жовтня 1933 по 22 березня 1946 року. Кардинал-священник з 18 лютого 1946 року, із титулом церкви Сан-Бернардо-алле-Терме з 22 лютого 1946 року.

## Біографія
Став відомий завдяки своїй відкритій критиці нацистської політики вбивства «непотрібних», зокрема програми Т-4. Водночас дотримувався ультраправих і антикомуністичних поглядів, вважаючи правильною війну з Радянським Союзом і сталінським режимом. Виступи єпископа фон Ґалена разом із невдоволенням населення (насамперед родичів пацієнтів, які зазнали примусової евтаназії) змусили Адольфа Гітлера офіційно зупинити програму Т-4, що розлютило нацистів. Мартін Борман виступав за те, щоб повісити «бунтівного єпископа», а Геббельс висловився проти цього рішення, мотивуючи це тим, що страта додасть фон Ґалену ореолу мученика і викличе невдоволення серед численних віруючих католиків як Німеччини, так і за її межами.